# واکنش فیتزینگر
واکنش فیتزینگر (همچنین با عنوان واکنش فیتزینگر-بورشه نیز شناخته می‌شود) یک واکنش شیمیایی است که طی آن ایزاتین با باز و یک ترکیب کربونیل‌دار واکنش داده و استخلافی از کینولین-۴-کربوکسیلیک اسید تولید می‌کند.

## یادداشت
1. ↑  Pfitzinger reaction
2. ↑  Pfitzinger-Borsche reaction